# Давид Абрагамович
Дави́д Абрагамо́вич (пол. Dawid Abrahamowicz; 30 червня 1839, с. Торговиця Пільна — 24 грудня 1926, Львів) — галицький громадсько-політичний діяч, «подоляк». За походженням вірменин.

## З життєпису
Народився в Торговиці Пільній (пізніше — Городенківського повіту) в родині землевласників. Старший брат польського драматурга Адольфа Абрагамовича.
Закінчив цісарсько-королівську гімназію в Станиславові (нині Івано-Франківськ). Ще в молоді роки виявив потяг до політики, згодом прославився добрими та дотепними промовами, а також іронією. Також навчався у Франції та Німеччині.
Посол до Галицького крайового сейму (1869–1914), Райхсрату (1875–1918), віце-спікер і спікер Палати Послів (1897), президент «Кола польського» (1906), міністр Галичини (1907–1909), віце-президент Галицького рільницького товариства; засновник Бурси Абрагамовичів у Львові, 25 років очолював Львівську повітову раду. Зазначимо, що Абрагамович ніколи не був прихильним до українських політиків. Проте його антиукраїнськість була позбавлена рис шовінізму.
Засновник Бурси Абрагамовичів у Львові — школи для незаможної молоді (з цією метою, а також на придбання творів мистецтва для реконструйованого Королівського (Вавельського) замку у Кракові виділено все його майно).
У Львові від 1905 року мешкав у будинку на теперішній вулиці Дорошенка, 17. Також у цьому будинку мешкав відомий колекціонер і охоронець Історичного музею Станіслав Заревіч.
Сто років тому львівські євреї жартували: якщо син єврея став поляком, то це ще не означає, що його діти не будуть євреями. Що стосується Абрагамовичів, можна констатувати: коли нащадки вірменів почулися поляками, то це ще не означає, що їхні нащадки не почуються українцями. Промовистий доказ — гробівець графа Абрагамовича на Личаківському цвинтарі. У ньому, крім його власників, спочивають ще четверо поляків (серед них — Еміль Торосєвич (1828 — 9.02.1901) — представник ще однієї відомої галицької родини вірменського походження і, зауважимо, завзятий опонент українських політиків у Галицькому сеймі), а також шестеро українців, з-поміж яких старшина легіону УСС та УГА з Полтавщини Михайло Гаврилко (8.02.1882 — загинув 1920 року, обороняючи Польщу від більшовицької навали) й офіцер дивізії СС «Галичина» та УПА граф Володимир Абрагамович (12.01.1925 — 5.03.1950), який поліг у бою з енкаведистами.

## Світлини

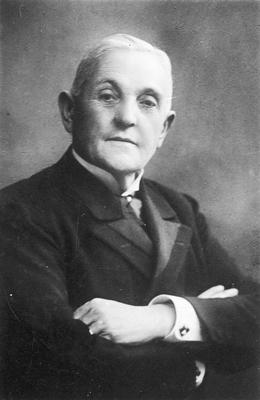
Портрет Давида Абрагамовича
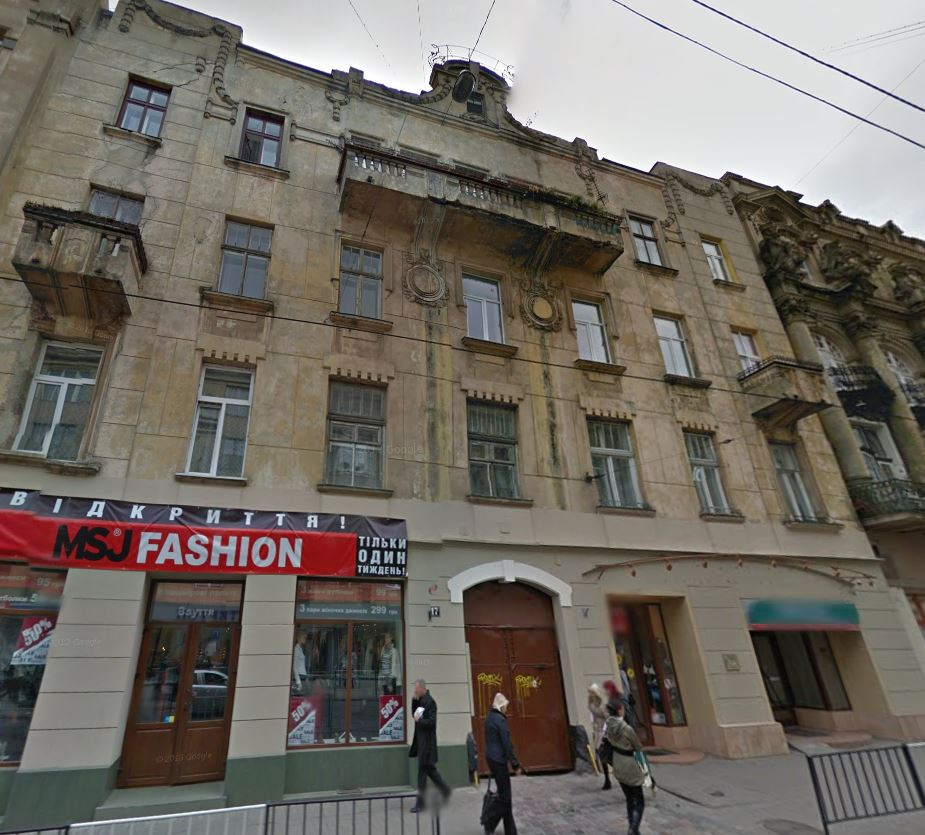
Будинок на вул. Сикстуській, 17, де мешкав Давид Абрагамович

## Пам'ять
- Упродовж 1930—1942 та 1944—1946 років у Львові була вулиця Абрагамовичів, названа на честь братів Адольфа та Давида Абрагамовичів (нині — вулиця Бой-Желенського).